# Layleen Polanco
Layleen Xtravaganza Cubilette-Polanco era una mujer transgénero afrolatina de 27 años que murió en Rikers Island, el principal complejo penitenciario de la ciudad de Nueva York, el 7 de junio de 2019, en régimen de aislamiento después de que el personal por 47 minutos no le proporcionara la atención médica que podría haberle salvado la vida tras un ataque epiléptico. Después de una investigación de seis meses, el Departamento de Investigación de la Ciudad de Nueva York (DOI) y el fiscal del distrito del Bronx, Darcel Clark, afirmaron que el personal no era responsable de la muerte de Polanco. Los registros indican que los oficiales tenían un amplio conocimiento de la epilepsia de Polanco y que ya había sufrido múltiples ataques en Rikers.
Un vídeo del incidente reveló que varios funcionarios llamaron a la puerta de la celda de Polanco y que ésta no respondía. En la presencia de su cuerpo sin respuesta, los oficiales podían verse riendo. El DOI declaró que los agentes pensaban que Polanco estaba durmiendo la siesta y que las risas no estaban relacionadas. David Shanies, abogado de la familia Polanco, presentó una demanda por homicidio culposo. La muerte de Polanco reavivó el debate sobre la prohibición de la fianza en efectivo y de la detención preventiva. Melania Brown, hermana de Polanco, y muchos otros pidieron la prohibición del confinamiento solitario en la ciudad de Nueva York después de la muerte de Polanco.

## Biografía
La casa familiar de Polanco estaba radicada en Yonkers, Nueva York. Polanco formó parte de la cultura ball de Nueva York como miembro de House of Xtravaganza y era amiga de la estrella de Pose (2018) Indya Moore.
Polanco había estado en casa por última vez en abril de 2019. Según su hermana, Melania Brown, Polanco, aunque normalmente era una persona animada, "se deprimió mucho. Intentó buscar trabajo. Intentó ir a la escuela. Intentó rehacer su vida". Brown declaró que «la rechazaban en todas las puertas por las que intentaba entrar».

## Muerte
Polanco fue detenida en abril de 2019 por un delito menor de agresión y se le impuso una fianza de 500 dólares por un cargo de drogas y trabajo sexual de 2017. Polanco fue enviada a la cárcel porque no podía pagar la fianza.
El 14 de mayo, Polanco fue castigada con 20 días de confinamiento solitario por un altercado físico con otra persona detenida en el dormitorio de la Unidad de Alojamiento para Transexuales. El 15 de mayo, mostró intensos sentimientos de angustia psicológica, incluyendo ideación suicida, alucinaciones y ataques de pánico. En la sección de notas de un informe, un «funcionario escribió “reclusa llorando aleatoriamente, gritando”». Mientras se encontraba en un estado de angustia, Polanco habría agredido a un funcionario en el brazo «con el puño fuera». Fue enviada a una estancia de nueve días en el Hospital Elmhurst por «psicosis/manía», ocho de los cuales los pasó en un pabellón psiquiátrico de la prisión.
El 24 de mayo, Polanco regresó a Rikers. El personal penitenciario debatió dónde ingresarla. El comandante del departamento escribió que un psiquiatra no podía autorizar el aislamiento de Polanco debido a su trastorno convulsivo. Sin embargo, Polanco fue puesta en régimen de aislamiento el 30 de mayo tras recibir el visto bueno de un médico de los Servicios Correccionales de Salud. La Junta Correccional consideró que la política de la cárcel de no alojar a mujeres trans con mujeres cisgénero creaba una «mayor presión» para aislar a Polanco. Sin embargo, los funcionarios consideraron la posibilidad de colocar a Polanco en un centro de hombres.

Aunque los funcionarios conocían de su epilepsia y Polanco ya había sufrido múltiples ataques en el centro, al final fue «autorizada» a permanecer en régimen de aislamiento, donde pasaba 17 horas al día en una celda. El médico escribió que, a pesar de su historial médico, «su estado ha sido estable». El día de la muerte de Polanco, la dejaron sola durante períodos de 57 minutos, 47 minutos y 41 minutos, a pesar de que «la política del Departamento de Interior estipula que los reclusos en régimen de aislamiento deben ser observados cada 15 minutos». Como resultado, Shanies describió las condiciones que llevaron a la muerte de Polanco de la siguiente manera:
Cuando una persona epiléptica sufre un ataque, corre un gran riesgo de sufrir lesiones o morir y es incapaz de ayudarse a sí misma. Pueden caerse, sufrir traumatismos o dejar de respirar, entre otras cosas. Así es exactamente como murió Layleen. Al dejarla encerrada en una celda, sin vigilancia, la cárcel creó el riesgo de que Layleen sufriera un ataque letal. No se trata de un error o de un problema médico que se haya pasado por alto. Fue una decisión meditada para poner a una persona en una situación en la que los riesgos de lesiones y muerte eran obvios y conocidos.
La convulsión fue la tercera que sufrió Polanco durante su detención. El DOI publicó el necrónimo de Polanco en un informe oficial tras su muerte, disculpándose posteriormente por ello.

## Reacciones
La primera noticia de la muerte de Polanco fue un reportaje de cuatro frases del New York Post que no mencionaba el nombre de Polanco. Como respuesta, el New York City Anti-Violence Project (AVP por sus siglas en inglés, Proyecto Contra la Violencia de la Ciudad de Nueva York) organizó una concentración por Polanco el 10 de junio, a la que asistieron 600 personas, incluyendo a Janet Mock e Indya Moore. El 26 de junio, el AVP de Nueva York emitió una carta de exigencias dirigida al gobernador Andrew Cuomo y al alcalde Bill de Blasio, que incluía «la expedición de los resultados de la autopsia de Layleen; la abolición del confinamiento solitario y de las unidades de alojamiento restrictivo en el estado de Nueva York; la despenalización del trabajo sexual en el estado; y programas de vivienda, atención sanitaria y empleo para personas transgénero en todo Nueva York». Melania Brown y alrededor de una veintena de amigos y familiares de Polanco marcharon con el Proyecto Antiviolencia de Nueva York en el Orgullo de Nueva York en julio de 2019.
El 14 de junio de 2020, durante el brote de coronavirus, unos 15.000 manifestantes marcharon por la Avenida Eastern Parkway de Brooklyn en solidaridad con las vidas trans negras, organizados por The Okra Project, que proporciona comidas a personas trans negras, y el Marsha P. Johnson Institute. Brown asistió y declaró: "Mi hermana no está aquí para luchar por sí misma, pero yo estoy aquí. Estamos aquí, y tienen que hacernos sitio. Y si no lo hacen, nos lo llevaremos". El video de la muerte de Polanco publicadas en junio provocaron indignación pública. Las imágenes, en las que aparecían agentes riéndose ante el cuerpo de Polanco, que no reaccionaba, resultaron inquietantes y profundamente preocupantes para la familia Polanco. El abogado de la familia, David Shanies, lo describió como «la última muestra de indiferencia que vimos hacia una persona que obviamente necesitaba ayuda». El DOI declaró que los agentes pensaban que Polanco estaba durmiendo la siesta y que las risas no estaban relacionadas.